# Rom romeni in Italia
I Rom romeni in Italia sono una comunità migrante del popolo rom, parte della diaspora dei rom di Romania verso l'Europa occidentale a partire dagli anni '90.

## Storia
I primi rom romeni arrivano in Italia verso la metà degli anni '90, in particolare a partire da comunità marginalizzate e vittime di violenze, spesso come persone in cerca di asilo politico (quasi sempre senza successo). Tra questi, un gruppo della regione di Ialomita presente a Torino nel 1997.
Negli anni successivi sono le famiglie rom romene più integrate a iniziare un percorso migratorio verso l'estero, in cerca di opportunità di lavoro, anche per compensare l'impoverimento causato dagli effetti delle riforme agrarie - parallelamente a quanto avviene negli stessi anni per i cittadini romeni di etnia non rom. Tra questi, la comunità proveniente da Craiova e dalla regione del Dolj, che si insedi nel campo nomadi "Garibaldi" di Milano, e nel 1996 è trasferita alla baraccopoli di Via Barzaghi.
Un marcato aumento degli arrivi dei rom romeni in Italia si registra nel 2000-2001, a seguito dell'abolizione dei regime dei visti per i cittadini romeni, cui viene consentito l'ingresso dietro presentazione del passaporto. I rom romeni si inseriscono così nei circuiti del lavoro nero e dell'economia sommersa italiana, soprattutto nel settore dell'edilizia, rendendosi in seguito protagonisti di importanti vertenze, ad esempio a Milano e Bologna, per il diritto alla casa e al soggiorno.
Nel 2007 la presenza dei rom romeni in Italia era stimata attorno alle 50.000 persone. 